# Пёлдуши
Пёлдуши (вепс. Pecoil) — деревня в Винницком сельском поселении Подпорожского района Ленинградской области.

## История
В конце XIX — начале XX века деревня административно относилась к Пёлдушской волости 2-го стана 2-го земского участка Тихвинского уезда Новгородской губернии.
Сборник Центрального статистического комитета описывал её так:

ПЕЛДУШИ — село бывшее государственное, дворов — 17, жителей — 73; Волостное правление, церковь православная. (1885 год)

Список населённых мест Новгородской губернии:

ПЕЛДУШИ (МОКЕЕВА ГОРА, ЕКИМОВА) — деревня Пелдушского сельского общества, число дворов — 22, число домов — 23, число жителей: 73 м. п., 76 ж. п.; 

Занятие жителей — земледелие, лесные заработки. Волостное правление, становая квартира полицейского урядника, смежна с погостом Печевским и деревне Печевицы. (1910 год)

С 1917 по 1918 год деревня входила в состав Пёлдушской волости Тихвинского уезда Новгородской губернии.
С 1918 года в составе Череповецкой губернии.
С 1927 года в составе Пёлдушского сельсовета Винницкого района. В 1927 году население деревни составляло 176 человек.
В 1930-е годы в деревне были организованы колхозы «Красная Заря», «Борьба» и «Завет Ленина». После укрупнения 1950 года остался только «Завет Ленина».

Деревня Пёлдуши на карте 1932 года

Согласно карте Ленинградской области Северо-западного аэрогеодезического треста ГГУ издания 1932 года деревня насчитывала 5 крестьянских дворов.
По данным 1933 года деревня Пёлдуши являлась административным центром Пёлдушского вепсского национального сельсовета Винницкого национального вепсского района, в который входили 12 населённых пунктов: деревни Афишков Конец, Бахарево, Голая Гора, Лаврова, Пантешина Гора, Пёлдуши, Печевицы, Пустошь, Сидорово, Сюрьга, Фёдорова Гора, Шонсельга, общей численностью населения 981 человек.
По данным 1936 года в состав Пёлдушского сельсовета входили 11 населённых пунктов, 184 хозяйства и 7 колхозов.

Деревня Пёлдуши на карте РККА 1940 года

В 1961 году население деревни составляло 57 человек.
С 1963 года в составе Лодейнопольского района.
С 1965 года в составе Подпорожского района.
По данным 1966 года деревня Пёлдуши также входила в состав Пёлдушского сельсовета.
В 1971 году деревни Пёлдуши и Пянтешина Гора были объединены в один населённый пункт — деревню Пёлдуши.
По данным 1973 и 1990 годов деревня Пёлдуши входила в состав Озёрского сельсовета.
В 1997 году в деревне Пёлдуши Озёрской волости проживали 25 человек, в 2002 году — 17 человек (русские — 53 %, вепсы — 47 %).
В 2007 году в деревне Пёлдуши Винницкого СП проживали 14 человек.

## География
Деревня расположена в юго-западной части района на автодороге 41К-714 (Лукинская — Пёлдуши).
Расстояние до административного центра поселения — 37 км. Расстояние до районного центра — 120 км.
Расстояние до ближайшей железнодорожной станции Подпорожье — 112 км.
Деревня находится на северо-западном берегу Печевского озера.

## Демография
| 1885 | 1910 | 1927 | 1961 | 1997 | 2007 | 2010 |
| ---- | ---- | ---- | ---- | ---- | ---- | ---- |
| 73   | ↗149 | ↗176 | ↘57  | ↘25  | ↘14  | ↘12  |
| 2017 |      |      |      |      |      |      |
| ↘4   |      |      |      |      |      |      |

### Национальный состав
Согласно данным Всероссийской переписи населения 2021 года в деревне проживали 2 человека, русские.

## Улицы
Печевская.